# Hultanäs och Svartarp
Hultanäs och Svartarp is een plaats in de gemeente Vetlanda in het landschap Småland en de provincie Jönköpings län in Zweden. De plaats heeft 50 inwoners (2005) en een oppervlakte van 22 hectare.